# الیبا د لا فرنترا
الیبا د لا فرنترا (به اسپانیایی: Oliva de la Frontera) یک شهرستان در اسپانیا است که در استان باداخس واقع شده‌است.جمعیت الیبا د لا فرنترا طبق آخرین آمار اعلامی، ۵۸۸۸ نفر اعلام شده است.